# Elaeocarpus cordifolius
Elaeocarpus cordifolius là một loài thực vật có hoa thuộc họ Elaeocarpaceae.
Loài này có ở Indonesia và Malaysia.